# Крыжановский, Анатолий Рафаилович
Анатолий Рафаилович Крыжановский (Крижановский) (1843—1904) — генерал-лейтенант русской императорской армии.

## Биография
Родился 7 (19) июня 1843 года.
Воспитывался в Морском кадетском корпусе; в службу вступил 3 апреля 1860 года; спустя два года был произведён в мичманы. Затем окончил по 1-му разряду Николаевскую морскую академию. 
Штабс-капитан с 30 августа 1868 года. Был переименован в майоры 17 мая 1870 года с назначением командиром батальона, с 29 июня 1880 года командовал 5-м резервным пехотным батальоном (кадровым); был произведён в подполковники 30 августа 1875 года и в полковники — 30 октября 1877 года.
С 15 декабря 1886 года был назначен командиром 107-го пехотного Троицкого полка.
Командовал полком до 31 января 1894 года, когда был произведён в генерал-майоры с зачислением по армейской пехоте и назначением командиром 2-й бригады 34-й пехотной дивизии; с 30 сентября 1897 года по 14 июня 1903 года — командир 1-й бригады этой же дивизии.
Умер 17 (30) января 1904 года. Похоронен на Никольском кладбище Александро-Невской лавры.
Был женат, имел четверых детей.

## Награды
- орден Св. Станислава 3-й степени (1863)
- орден Св. Анны 3-й степени (1872)
- орден Св. Станислава 2-й степени (1879)
- орден Св. Владимира 4-й степени (1880)
- орден Св. Анны 2-й степени (1883)
- орден Св. Владимира 3-й степени (1886)
- орден Св. Станислава 1-й степени (1896)